# Затюменский (лесопарк)
Затюме́нский лесопа́рк — особо охраняемая природная территория Тюменской области, являющаяся памятником природы регионального значения и находящаяся в Тюмени (в районе Затюменки). Представляет собой участок леса в окрестностях города с его западной части, общей площадью 77,193 га. Любимое место отдыха горожан в особенности в зимнее время года, катание на лыжах особенно популярно, так как парк имеет несколько лыжных трасс. В 2012—2013 годах с открытием зимнего сезона был проведён забег биатлонистов на базе СДЮСШОР № 2, что на территории лесопарка.

## Насаждения парка
В лесопарке множество зелёных насаждений; в основном они естественного происхождения примерно на 60 %, а оставшиеся 40 % искусственные. Преобладают культуры хвойных пород, а лиственные породы имеют меньшую долю от общего числа зелёных насаждений. На окраинах лесопарка растут кустарники — боярышник и шиповник, также встречается черёмуха.
Во флору и фауну парка входит несколько редких, находящиеся под угрозой исчезновения видов растений, животных, а также грибов.

## Охрана парка
Так как в лесопарке много редких животных и растений, к этому объекту применены особые правила охраны, возложенные на государственные структуры:
- Департамент недропользования и экологии Тюменской области,
- полиция,
- иные правоохранительные и надзорные органы,
- общественные инспекторы,
- общественные организации и спецдружины.

На территории лесопарка запрещены:
- вырубка деревьев,
- размещение промышленных и бытовых отходов,
- предоставление земельных участков под различные виды застройки,
- разорение гнёзд птиц или нор животных,
- сбор растений и охота на животных.